# Jiser
Jiser és una associació sense ànim de lucre fundada a Barcelona el 2005 que treballa per fomentar la creació artística com a eina de transformació social en l’espai mediterrani. Han realitzat projectes culturals a ambdues ribes del Mediterrani, destacant exposicions en el marc de PhotoEspaña, el Menorca Doc Fest, o projectes d'art urbà al barri del Poblenou, així com trobades internacionals d'artistes i intercanvis en forma de residències de creació.